# 아나 데 아르마스
아나 셀리아 데 아르마스 카소(스페인어: Ana Celia de Armas Caso, 1988년 4월 30일 ~ )는 쿠바의 배우이다. 2006년 스페인 영화 《버진 로즈》로 데뷔했다. 또한 스페인의 인기 드라마 《엘 인테르나도》에 출연하기도 했다. 2015년에 그녀는 첫 미국 영화 《노크 노크》에 출연한 뒤, 《익스포즈》, 《핸즈 오브 스톤》, 《워 독》, 《블레이드 러너 2049》,《그레이맨》에 출연했다.

## 어린 시절
아나 데 아르마스는 쿠바 아바나에서 태어나 자랐다. 12살 때 배우가 되기로 결심하였고, 쿠바 국립 연극 학교에 다녔다.

## 경력
데 아르마스는 알렉스 곤살레스가 같이 출연한 《버진 로즈》에서 마리 역을 연기하며, 2006년에 연기 데뷔를 했다. 18살 때 스페인으로 이주했다. 첫 주요 텔레비전 성공작은 그녀가 카롤리나 레알 역으로 출연한 스페인 TV 드라마 《엘 인테르나도》이며, 2007년 안테나3에서 방영됐다. 그녀는 영화 《섹스, 파티 그리고 거짓말》 (2009), 《블라인드 앨리》 (2011), 드라마 《Hispania, la leyenda》 (2010–2012)에 출연하며 커리어를 이어갔다.

### 할리우드 진출
2014년에 데 아르마스는 로스앤젤레스로 이주했다. 영화 《Por un puñado de besos》에 출연했다. 2015년에 그녀는 키아누 리브스와 함께 《노크 노크》에 출연했고, 2016년 영화 《익스포즈》에도 그와 같이 출연했다. 그녀는 《핸즈 오브 스톤》 감독 조너선 자쿠보위츠가 2016년 칸 영화제에서 공개된 로저트 드니로의 복싱 이야기에서 그녀의 첫 세계적인 영화의 배역을 줬기에 “그녀를 발굴했다”라고 여겨진다. 《핸즈 오브 스톤》 밖에도, 2016년 내내 바쁘게 지낸 그녀는 토드 필립스의 《워 독》에서 중요한 역할을 맡았으며, 미국 정부에 무기를 판매하는 마일스 텔러 배역의 도덕적인 아내 역을 연기했다.
2017년에는 프랑스의 액션 스릴러 영화 《오버드라이브》에 출연하였으며, 무자비한 거물급 인사에게 차를 훔치려는 남자친구 스콧 이스트우드의 계획에 연루된 그의 애인 역을 연기했다. 같은 해에 드니 빌뇌브가 연출한 《블레이드 러너 2049》에 출연해, 라이언 고슬링의 상대역인 홀로그래픽 컴퓨터 프로그램 조이를 연기했다. 그녀의 연기는 매우 극찬받았고 브레이크아웃 롤로서 여겨졌다.

## 사생활
데 아르마스는 2011년부터 2013년까지 스페인 배우 마르크 클로테트와 결혼했었다.

## 출연 작품

### 영화
| 연도 | 제목                     | 배역                     | 비고                                          |
| ---- | ------------------------ | ------------------------ | --------------------------------------------- |
| 2006 | 버진 로즈                | 마리                     |                                               |
| 2007 | Madrigal                 | 스텔라 마리스            |                                               |
| 2009 | 섹스, 파티 그리고 거짓말 | 카롤라                   |                                               |
| 2009 | Y de postre, qué         | 소녀                     | 단편 영화                                     |
| 2009 | Ánima                    | 줄리에타                 | 단편 영화                                     |
| 2011 | 블라인드 앨리            | 로사 / 로라              |                                               |
| 2012 | Perrito chino            | 사비나                   | 단편 영화                                     |
| 2013 | Faraday                  | 인마 무르가              |                                               |
| 2014 | Por un puñado de besos   | 솔                       |                                               |
| 2015 | 노크 노크                | 벨                       |                                               |
| 2015 | 애나벨                   | 크리스                   |                                               |
| 2016 | 익스포즈                 | 이사벨 데 라 쿠르주      |                                               |
| 2016 | 핸즈 오브 스톤           | 펠리시대드 듀란          |                                               |
| 2016 | 워 독                    | 이즈                     |                                               |
| 2017 | 오버드라이브             | 스테파니                 |                                               |
| 2017 | 블레이드 러너 2049       | 조이                     | 후보 - 새턴상 여우조연상                      |
| 2019 | 예스터데이               | 록산                     | 통편집; 부록 영상에 수록                      |
| 2019 | 비밀정보원: 인 더 프리즌 | 소피아 호프먼            |                                               |
| 2019 | 와스프 네트워크          | 아나 마가리타 마르티네스 |                                               |
| 2019 | 나이브스 아웃            | 마르타 카브레타          | 후보 - 골든 글로브상 뮤지컬/코미디 여우주연상 |
| 2020 | 세르지우                 | 카롤리나                 |                                               |
| 2020 | 더 나이트 클라크         | 안드레아                 |                                               |
| 2021 | 007 노 타임 투 다이      | 팔로마                   |                                               |
| 2022 | 딥 워터                  | 멜린다 밴 앨런           |                                               |
| 2022 | 그레이 맨                | 대니 미란다              |                                               |
| 2022 | 블론드                   | 마릴린 먼로              | 후보 - 아카데미 여우주연상                    |
| 2023 | 고스팅                   | 세이디                   |                                               |
| 2024 | 에덴                     |                          |                                               |
| 2025 | 발레리나                 | 루니                     |                                               |

### 텔레비전
| 연도      | 제목                 | 배역                 | 비고             |
| --------- | -------------------- | -------------------- | ---------------- |
| 2007      | El edén perdido      | 글로리아             | 텔레비전 영화    |
| 2007–2010 | 엘 인테르나도        | 카롤리나 레알 솔리스 | 드라마 (56편)    |
| 2008      | Revelados            |                      | 드라마           |
| 2010–2013 | Hispania, la leyenda | 네레아               | 드라마 (17편)    |
| 2011      | Actrices             | 본인                 | 미니시리즈 (2편) |